# Hobie 14
De Hobie 14 is een 14 foot lange één-of tweepersoons open catamaran van het merk Hobie. Het is
de eerste catamaran die bedoeld is voor watersport. Door zijn banaanvorm is deze zeer geschikt voor het zeilen in de branding en op zee. Een uniek ontwerp. De Hobie 14 wordt door velen gezien als een revolutie in de watersport.
| Lengte:                      | 4,25 m         |
| Breedte:                     | 2,31 m         |
| Mast hoogte:                 | 6,78 m         |
| Gewicht:                     | ±109 kg        |
| Oppervlakte grootzeil:       | 10,46 m²       |
| Oppervlakte (optionele) fok: | 2,80 m²        |
| Bemanning:                   | 1 - 2 personen |

## Geschiedenis
In de zomer van 1950 komt de jonge Californiër Hobart Alter op het idee zijn twee hobby’s te combineren: houtbewerken en watersport. Hobart begint surfboards te creëren en te schuren. Eerst uitsluitend voor vrienden, maar Hobarts surfboards doen het goed en worden een succes.
In 1954 opent hij dan ook zijn eerste winkel in Dana Point, Californië. De surfboards worden nu ook van de veel lichtere materialen foam en glasvezel gemaakt in plaats van van balsahout. Hobarts surfboards zijn nu nog sneller dan concurrenten en iedereen wil op een Hobie surfboard gezien worden. Hobarts bedrijf, Hobie genaamd, gaat nu ook andere producten zoals skateboards en sportkleding produceren.
Hobart ontwerpt in 1967 samen met hoofdontwerper van het bedrijf Phil Edwards een prototype voor een op de Polynesische catamaran gebaseerde lichtgewicht, snelle en makkelijk te zeilen catamaran. Een paar strepen in het zand van Capristano Beach en de eerste catamaran met asymmetrische rompen, de Hobie 14, is geboren. De tweeromper verovert de wereld al snel. Vooral bekend wordt hij door het artikel in het Amerikaanse tijdschrift Life, ‘The Cat That Flies’ genaamd, dat op 7 februari 1970 werd gepubliceerd. In dit artikel is onder andere een foto te zien van een Hobie 14 die door de golfslag tot een sprong komt. Na een groot succes met surfboards volgt nu ook een groot succes met catamarans. Hobie ontwerpt de ene catamaran na de andere. Na de Hobie 14 worden ook de Hobie 16, 17, 18 en 20 geïntroduceerd. In 1972 zijn Hobies catamarans zelfs de best verkochte over de hele wereld. Tot op vandaag de dag zijn ze dat nog steeds, en het assortiment van Hobie breidt zich steeds verder uit. Tegenwoordig produceert Hobie ook nog kajaks, float catamarans, en watersportaccessoires. De Hobie 14 is nog steeds op de markt.

## Techniek
De Hobie 14 bestaat uit twee banaanvormige rompen, gemaakt van polyester, aan elkaar bevestigd door een stevige constructie van gebogen aluminium buizen, ook wel beams genoemd. Tussen de beams is een tweedelige trampoline gespannen (niet te verwarren met een springtrampoline). De beams en de trampoline vormen samen een verhoogd platform, dat dient voor comfortabeler en droger zeilen. Aan de spiegels van beide rompen zijn twee oplooproeren bevestigd. Deze schieten gewoon omhoog wanneer zij de bodem raken. De oplooproeren zitten via de helmstokken vast aan één dunne aluminium staaf, de crossbar. Door de crossbar of de joystick, een andere staaf die aan de crossbar is bevestigd, te bewegen is sturen van de boot mogelijk. Tegenwoordig wordt deze techniek van sturen bij alle open watersportcatamarans gebruikt. Op de voorbeam, de voorste beam, staat de aluminium mast, vanbinnen gevuld met isolatiemiddel om inlopend water te voorkomen. Deze is via verstaging weer verbonden met de rompen van de boot en het aluminium platform. Het grootzeil is via een ingebouwde katrol boven in de mast en een rails in de mast hijs- en strijkbaar. Men duwt het grootzeil de rails in en trekt hem via de grootzeilval en de katrol naar boven. Eenmaal gehesen haakt men een verdikking in de stalen val achter een klemmetje boven in de mast. Zo zit deze stevig vast. Bij het aftuigen haakt men deze verdikking gewoon weer uit de klem. Het grootzeil zit aan het onderlijk vast aan de giek, een aluminium buis. Wanneer de haak van het ene schootblok wordt ingehaakt in een ander haakje in de giek en het andere schootblok van de schoot weer aan de backbeam is bevestigd, kan controle op het zeil worden uitgeoefend. Door het bovenste en het onderste schootblok loopt de grootschoot namelijk, de lijn waarmee men, door deze aan te trekken of door deze te vieren, controle over het zeil uitoefent. Het onderste schootblok, waar overigens ook een klem doorheen loopt, is bevestigd aan de traveler. De traveler is een klein platformpje dat heen en weer kan bewegen door een rail in de backbeam. Zo kunnen optimale zeilstanden worden bereikt. De lijn, of ook wel grootschoot, loopt hier ook doorheen en moet hierna, met bijvoorbeeld een achtknoop, aan een ringetje achter op de backbeam bevestigd worden.

## Uitvoeringen
De Hobie 14 bestaat in 3 uitvoeringen:
- Hobie 14 LE
- Hobie 14 Classic
- Hobie 14 Power

Bij deze uitvoeringen kan eventueel ook nog een Turbo kit worden gekocht, met een fok en een trapeze.